# Karl-W. Huelsenbeck
Karl-W. Huelsenbeck (* 1. September 1965 in New York) ist ein amerikanischer Medienkünstler und Filmeditor.

## Leben
Nach seinem Studium an der New School in New York nahm Huelsenbeck an verschiedenen Kunstaktionen teil. Seit 1996 ist Karl-W. Huelsenbeck neben seiner Tätigkeit als Medienkünstler zunehmend auch als Filmeditor tätig. Huelsenbeck versteht diese Arbeit an der Filmmontage als Tätigkeit auf rein künstlerischer Ebene. In 2007 erhielt er auf dem Milan Documentary Film Festival gemeinsam mit Dieter Jaufmann den Preis für den besten Filmschnitt für den Musikfilm Monks – The Transatlantic Feedback (Regie und Produktion Dietmar Post und Lucía Palacios).

## Filmografie (Auswahl)
- 1996: Bowl of Oatmeal (USA)
- 2002: Reverend Billy & The Church of Stop Shopping (USA, D, Sp)
- 2006: Monks – The Transatlantic Feedback (USA, D, Sp), gemeinsam mit Dieter Jaufmann
- 2008: Klangbad: Avant-garde in the Meadows (D, Sp)
- 2013: Franco’s Settlers (D, Sp)
- 2013: Donna Summer: Hot Stuff (arte/ZDF, D, USA)

## Auszeichnungen
- 1996 – Philadelphia UFVA Film Festival (Bester Kurzfilm: Bowl of Oatmeal)
- 1998 – Berlin Interfilm Eject (3. Publikumspreis: Bowl of Oatmeal)
- 2003 – Melbourne Underground Film Festival (2. Bester Dokumentarfilm: Reverend Billy)
- 2004 – Tarragona REC Film Festival (Publikumspreis Bestes Erstlingswerk: Reverend Billy)
- 2006 – Leeds Film Festival (Publikumsliebling: The Transatlantic Feedback)
- 2006 – Hessischer Filmpreis (Nominierung Bester Dokumentarfilm: The Transatlantic Feedback)
- 2007 – San Francisco Berlin & Beyond Festival (2. Publikumspreis: The Transatlantic Feedback)
- 2007 – Würzburger Filmtage (Publikumspreis Bester Dokumentarfilm: The Transatlantic Feedback)
- 2007 – Milan Doc Festival (Bester Schnitt: The Transatlantic Feedback)
- 2008 – Adolf-Grimme-Preis 2008 (Buch & Regie: The Transatlantic Feedback)